# Laguna Verde, Honduras
Laguna Verde är en ort i Honduras.   Den ligger i departementet Departamento de Santa Bárbara, i den västra delen av landet, 160 km nordväst om huvudstaden Tegucigalpa. Laguna Verde ligger 848 meter över havet och antalet invånare är 1 460.
Terrängen runt Laguna Verde är huvudsakligen lite bergig. Laguna Verde ligger uppe på en höjd. Runt Laguna Verde är det ganska tätbefolkat, med 75 invånare per kvadratkilometer. Närmaste större samhälle är San Antonio de Cortés, 17,0 km sydost om Laguna Verde.  